# Infinity Eighteen Vol.1
Albums de Ami Suzuki
SA
(1999) Infinity Eighteen Vol.2
(2000)
Singles
Infinity Eighteen Vol.1, écrit en minuscules : infinity eighteen vol.1, est le 2e album d'Ami Suzuki, sorti en 2000 à l'occasion du 18e anniversaire de la chanteuse. Un "deuxième volume" indépendant du disque sortira deux mois plus tard : Infinity Eighteen Vol.2, écrit cette fois en majuscules : INFINITY EIGHTEEN Vol.2.

## Présentation
L'album sort le 9 février 2000 au Japon sous le label True Kiss Disc de Sony Music Japan, produit et coécrit par Tetsuya Komuro. Il atteint la 1re place du classement de l'Oricon. Il se vend à 825 130 exemplaires la première semaine, et reste classé pendant 14 semaines, pour un total de 1 062 990 exemplaires vendus. C'est le 2e album le plus vendu de la chanteuse, après son précédent, SA. Les premières éditions sont incluses dans un boitier cartonné, avec un livret de photos et un poster dépliant contenant les paroles au verso, à la place du livret normal.
L'album contient sept titres (dont trois "face B", et trois "faces A" en versions remixées) déjà sortis sur les quatre singles précédents de la chanteuse : le tube Be Together, Our Days et Happy New Millennium de 1999, et Don't Need to Say Good Bye sorti deux semaines avant l'album. L'album contient aussi deux titres instrumentaux, et ne contient donc que quatre titres inédits. Comme annoncé dans l'instrumental qui clôt l'album, un "deuxième volume" indépendant du disque sortira deux mois plus tard : Infinity Eighteen Vol.2, qui ne contiendra quasiment que des titres inédits, mais qui se vendra relativement beaucoup moins.

## Liste des titres
| 1.  | Intro -Identification Track- (INTRO …)          | (instrumental)                 | Tetsuya Komuro / Tetsuya Komuro  | 2:09 |
| 2.  | Infinity 18 (INFINITY 18)                       | TK & Mitsuko Komuro            | TK, Sheila E., Lynn Mabry / idem | 4:26 |
| 3.  | Be Together (Shadow Dancing Mix) (BE TOGETHER)  | Mitsuko Komuro                 | Tetsuya Komuro / Tetsuya Komuro  | 4:12 |
| 4.  | Don't need to say good bye                      | Ami Suzuki, TK, Mitsuko Komuro | Tetsuya Komuro / Tetsuya Komuro  | 5:33 |
| 5.  | Happy New Millennium (2G Mix) (HAPPY NEW …)     | Ami Suzuki & Takahiro Maeda    | TK / Cozy Kubo, Chuken Kobo      | 4:07 |
| 6.  | My wish -If you wanna be with me-               | Ami Suzuki                     | Tetsuya Komuro / Tetsuya Komuro  | 4:34 |
| 7.  | Our Days (Orchestral Winter Mix) (OUR DAYS)     | TK & Mitsuko Komuro            | TK / TK & Randy Waldman (cordes) | 4:50 |
| 8.  | Ashita no Watashi ni Ainikute (あしたの私に会…) | Mitsuko Komuro                 | Naoto Kine / Chuken Kobo         | 4:49 |
| 9.  | Winter Buzz                                     | Ami Suzuki & Takahiro Maeda    | Cozy Kubo / Kubo & Chuken Kobo   | 3:49 |
| 10. | Night Sky (NIGHT SKY)                           | MARC                           | Cozy Kubo / Cozy Kubo            | 4:22 |
| 11. | Evidence of Love (EVIDENCE OF LOVE)             | Takahiro Maeda                 | TK & Kazuhiro Matsuo / idem      | 5:45 |
| 12. | Breakin' my Heart (BREAKIN' MY HEART)           | TK & Mitsuko Komuro            | Tetsuya Komuro / Tetsuya Komuro  | 4:39 |
| 13. | Outro -Vol.2 available in April- (OUTRO …)      | (instrumental)                 | Tetsuya Komuro / Tetsuya Komuro  | 3:02 |

Notes
1. ↑  あしたの私に会いに来て